# Liga Premier (Messico)
La Liga Premier, già nota come Segunda División Profesional, è il terzo livello del campionato messicano di calcio.

## Formato
Le squadre vincitrici dei due gironi di Serie A de México vengono promosse in Ascenso MX, mentre le due squadre retrocesse dalla Liga de Ascenso sono inserite ciascuna in un girone della Serie A.
La squadra vincitrice della Serie B de México viene promossa in Serie A de México. Vi è inoltre una retrocessione dalla Serie A alla Serie B. Le ultime due classificate in Serie B retrocedono in Tercera División de México.
Questo formato è stato momentaneamente sospeso in vista della stagione 2020-2021, che ha visto la riunificazione delle due divisioni in un unico torneo.

## Storia
La squadra vincitrice del campionato di Segunda División 1993-1994 fu l'ultima a venire promossa in Primera División. In vista della stagione 1994-1995, infatti, la Federazione calcistica del Messico istituì la Primera División A (ridenominata Liga de Ascenso nel 2012), composta da 15 squadre della soppressa Segunda División, mentre il nome Segunda División fu assegnato alla terza serie nazionale.
Le squadre di Segunda División, la terza divisione messicana, erano divise per zone geografiche di appartenenza e disputavano due campionati, Apertura e Clausura, contendendosi la promozione in Primera División A.
Nel 2008 la federcalcio messicana, con l'approvazione dei presidenti dei club di seconda e terza serie, cambiò nuovamente il formato del torneo, dividendo le squadre in due nuove divisioni, la Liga Premier de Ascenso e la Liga de Nuevos Talentos, ciascuna divisa in gruppi secondo criteri geografici. Tra le due sottodivisioni, solo la Liga Premier de Ascenso consentiva la promozione alla Liga de Ascenso de México; l'altra era, infatti, una sorta di campionato giovanile o riserve e la vittoria del torneo non comportava alcuna promozione. La squadra vincitrice della Liga Premier de Ascenso ascendeva in Primera División A (ridenominata Liga de Ascenso nel 2009). Dal 2011 al 2016 nessuna squadra retrocesse in Liga Premier: i Pumas Morelos, retrocessi nel 2013, si sciolsero prima di giocare nella divisione inferiore. Nel giugno 2016, la Liga de Ascenso, seconda serie messicana, rese noto che avrebbe reintegrato le squadre retrocesse.
Nel giugno 2017 la Segunda División è stata ridenominata Liga Premier, continuando ad essere articolata in due divisioni, che hanno assunto il nome di Serie A de México, formata da 30 squadre divise in 2 gruppi da 15 squadre l'uno, e la Serie B de México, formata da 15 squadre in un unico gruppo.
La stagione 2019-2020 non è stata portata a termine a causa della Pandemia di COVID-19 del 2019-2021 ed in vista della stagione 2020-2021 i due campionati sono stati riunificati in un unico torneo di 28 squadre diviso in due gironi da 14.

## Squadre

### Liga Premier de Ascenso

#### Norte
- Atlético Lagunero
- Buhos de Hermosillo
- Leones Negros de la UdeG
- Cuervos Negros de Zapotlanejo
- Delfines de Los Cabos
- Deportivo Zacatecas
- Dorados de Los Mochis
- Loros de la Universidad de Colima
- Tijuana F.C.
- U.A.G. Tecomán A.C.
- Dorados Fuerza UACH
- Vaqueros de Ixtlan
- Xoloitzcuintles Vaqueros de Nayarit
- Zorros de Reynosa

#### Centro
- Altamira
- Bravos de Nuevo Laredo
- Cachorros de León
- Celaya F.C.
- Cruz Azul Jasso
- F.C. Excelsior
- Soccer Manzanillo
- Irapuato
- Necaxa Rayos
- Petroleros de Salamanca
- Querétaro F.C.
- Reboceros de La Piedad
- Tampico Madero
- Unión de Curtidores

#### Sur
- Atlético Tapatío
- C.A. Eca - Norte
- Cañeros de Zacatepec
- Cuautitlán
- Guerreros Acapulco
- Inter Playa del Carmen
- Mérida F.C.
- Ocelotes de la UNACH
- Orizaba
- Pioneros de Cancún
- Pumas Naucalpan
- Tiburones Rojos de Córdoba
- Univ. Aut. del Edo. de México
- Universidad del Fútbol

### Liga de Nuevos Talentos

#### Noreste
- C.F. Millonarios de La Joya
- Cachorros de la U.A.N.L.
- Club de Fútbol Indios
- Deportivo Guamuchil F.C.
- Durango
- Durango Vizcaya F.C.
- Huracanes de Matamoros
- Rayados Monterrey Segunda
- Real Saltillo Soccer Club
- Santos Laguna
- Universidad Aut. de Tamaulipas
- Universidad Aut. de Zacatecas

#### Bajío
- Alto Rendimiento Tuzo
- América Coapa
- Atlas
- Cadereyta F.C.
- Chivas San Rafael
- Cihualtan
- Oro
- Deportivo Toluca
- Guadalajara
- Monarcas Morelia
- Mapaches de Nueva lItaia
- Prepa Pumas
- Alacranes Rojos

#### Sureste
- Alebrijes de Oaxaca
- Ángeles de Comsbmra
- Cuautla
- Inter de Tehuacán
- Gallos Blancos de Izcalli
- Halcones del V. de Mezquital
- Jaguares de Tabasco
- Lobos Prepa
- Puebla
- Tulancingo
- Universidad Aut. de Hidalgo